# Leucemia basofila acuta
La leucemia basofila acuta (LBA) è una rara condizione associata a varie neoplasie sanguigne della linea mieloide (come la leucemia mieloide acuta) in cui vi è una distorta proliferazione di basofili in diversi stadi di differenziazione nel sangue.
Sebbene le basofilie fossero da decenni conosciute come un fenomeno collegato ad alcune forme di neoplasie mieloidi -per quanto rare- e associate ad un peggioramento della prognosi della neoplasia primaria, solo recentemente l'Organizzazione Mondiale della Sanità ha classificato la LBA come neoplasia ematologica a sé stante.

## Epidemiologia
Si tratta di una manifestazione assai rara, che compare in meno del 5% delle leucemie mieloidi acute.

## Diagnosi
La diagnosi istologica viene fatta in presenza di blasti contenenti granuli metacromatici e negativi alla mieloperossidasi. I saggi immunoistochimici evidenziano gli antigeni tipici della linea mieloide, e la sovraespressione di alcuni come CD9 e CD25, nonché la presenza di antigeni caratteristici dei basofili come la basogranulina e CD123 (il recettore dell'interleuchina 3).

## Prognosi
La prognosi della leucemia basofila acuta è generalmente infausta, e al momento della diagnosi la maggior parte dei pazienti ha un'aspettativa di vita di un anno e generalmente non supera i 16 mesi. Sulla prognosi incidono negativamente età avanzata e la presenza di comorbidità.

## Trattamento
La terapia d'elezione della LBA è il trapianto di midollo: nei pazienti non trapiantabili si può ricorrere alla polichemioterapia (utilizzando farmaci come la decitabina), ed eventualmente a terapie palliative.